# Shifeng
Shifeng (en chino, 石峰; pinyin, Shífēng (escuchar)ⓘ) es un distrito urbano bajo la administración directa de la Prefectura  Zhuzhou  en la Provincia de Hunan, República Popular China.  Su área es de 165 km² y su población total para 2015 superó los 323 mil  habitantes. 
El distrito de Shifeng es el centro industrial, científico y tecnológico y de transporte de Zhuzhou. Está conectado con Changsha en el norte y Xiangtan en el oeste. Está ubicado en la frontera del "Triángulo de Oro" (金三角), una zona activamente comercial regional.

## Administración
Desde junio  de 2024, el  Distrito Shifeng   se divide en 8 pueblos  administrados  en 7 subdistritos y 1   poblado.

## Toponimia
El topónimo Shifeng [/shi-fəng/] se compone de los sinogramas Shi (piedra) y Feng (pico), el nombre lo toma directamente del Parque Shifeng (石峰公园). Se deriva de la presencia de un prominente cerro rocoso con forma de pico en la zona, conocido históricamente como "Monte Pico de Piedra" (石峰山 Shífēng shān).
La zona albergaba colinas rocosas con formaciones geológicas únicas, siendo la más notable el "Shifen". Su perfil escarpado y rocoso llamó la atención desde tiempos antiguos, dando nombre al área circundante.
El nombre se consolidó cuando en agosto de 1997 el Distrito Norte (北区)  pasó a llamarse oficialmente Distrito Shifeng.

## Clima
La región tiene un clima monzónico subtropical con un clima templado y cuatro estaciones distintas. La temperatura media anual es de 18 °C, la temperatura más alta es de 40 °C y la temperatura más baja es de -8 °C. La precipitación anual es de aproximadamente 1400 mm.
| Parámetros climáticos promedio de Shifeng (1981−2010) | Parámetros climáticos promedio de Shifeng (1981−2010) | Parámetros climáticos promedio de Shifeng (1981−2010) | Parámetros climáticos promedio de Shifeng (1981−2010) | Parámetros climáticos promedio de Shifeng (1981−2010) | Parámetros climáticos promedio de Shifeng (1981−2010) | Parámetros climáticos promedio de Shifeng (1981−2010) | Parámetros climáticos promedio de Shifeng (1981−2010) | Parámetros climáticos promedio de Shifeng (1981−2010) | Parámetros climáticos promedio de Shifeng (1981−2010) | Parámetros climáticos promedio de Shifeng (1981−2010) | Parámetros climáticos promedio de Shifeng (1981−2010) | Parámetros climáticos promedio de Shifeng (1981−2010) | Parámetros climáticos promedio de Shifeng (1981−2010) |
| Mes                                                   | Ene.                                                  | Feb.                                                  | Mar.                                                  | Abr.                                                  | May.                                                  | Jun.                                                  | Jul.                                                  | Ago.                                                  | Sep.                                                  | Oct.                                                  | Nov.                                                  | Dic.                                                  | Anual                                                 |
| ----------------------------------------------------- | ----------------------------------------------------- | ----------------------------------------------------- | ----------------------------------------------------- | ----------------------------------------------------- | ----------------------------------------------------- | ----------------------------------------------------- | ----------------------------------------------------- | ----------------------------------------------------- | ----------------------------------------------------- | ----------------------------------------------------- | ----------------------------------------------------- | ----------------------------------------------------- | ----------------------------------------------------- |
| Temp. máx. abs. (°C)                                  | 27.6                                                  | 31.7                                                  | 35.6                                                  | 36.2                                                  | 36.8                                                  | 37.4                                                  | 41.6                                                  | 39.7                                                  | 38.5                                                  | 36.1                                                  | 33.8                                                  | 28.9                                                  | '                                                     |
| Temp. máx. media (°C)                                 | 10.9                                                  | 13.1                                                  | 17.1                                                  | 23.8                                                  | 28.2                                                  | 31.3                                                  | 34.5                                                  | 33.2                                                  | 29.6                                                  | 25.1                                                  | 19.6                                                  | 14.3                                                  | 23.4                                                  |
| Temp. media (°C)                                      | 6.3                                                   | 8.4                                                   | 12.1                                                  | 18.1                                                  | 22.5                                                  | 25.8                                                  | 28.0                                                  | 26.9                                                  | 23.8                                                  | 18.9                                                  | 13.3                                                  | 8.0                                                   | 17.7                                                  |
| Temp. mín. media (°C)                                 | 3.4                                                   | 5.5                                                   | 8.9                                                   | 14.3                                                  | 18.5                                                  | 21.9                                                  | 23.3                                                  | 23.0                                                  | 20.0                                                  | 14.8                                                  | 9.1                                                   | 4.0                                                   | 13.9                                                  |
| Temp. mín. abs. (°C)                                  | -5.2                                                  | -4.5                                                  | -3.6                                                  | 1.5                                                   | 8.3                                                   | 12.6                                                  | 16.8                                                  | 16.3                                                  | 10.8                                                  | 1.2                                                   | -2.6                                                  | -7.6                                                  | '                                                     |
| Precipitación total (mm)                              | 74.0                                                  | 111.0                                                 | 166.1                                                 | 198.6                                                 | 200.1                                                 | 226.6                                                 | 153.9                                                 | 173.6                                                 | 95.5                                                  | 73.5                                                  | 69.6                                                  | 48.0                                                  | 1590.5                                                |
| Humedad relativa (%)                                  | 83                                                    | 84                                                    | 84                                                    | 82                                                    | 81                                                    | 81                                                    | 77                                                    | 81                                                    | 82                                                    | 80                                                    | 80                                                    | 80                                                    | 81.3                                                  |
| Fuente: China Meteorological Data Service Center      |                                                       |                                                       |                                                       |                                                       |                                                       |                                                       |                                                       |                                                       |                                                       |                                                       |                                                       |                                                       |                                                       |